# Saint-Hilaire-en-Morvan
Saint-Hilaire-en-Morvan és un municipi francès, situat al departament del Nièvre i a la regió de Borgonya - Franc Comtat. L'any 2007 tenia 219 habitants.

## Demografia

### Població
El 2007 la població de fet de Saint-Hilaire-en-Morvan era de 219 persones. Hi havia 92 famílies, de les quals 32 eren unipersonals (8 homes vivint sols i 24 dones vivint soles), 36 parelles sense fills i 24 parelles amb fills.
La població ha evolucionat segons el següent gràfic:
Habitants censats

### Habitatges
El 2007 hi havia 140 habitatges, 97 eren l'habitatge principal de la família, 37 eren segones residències i 6 estaven desocupats. 138 eren cases i 2 eren apartaments. Dels 97 habitatges principals, 71 estaven ocupats pels seus propietaris, 19 estaven llogats i ocupats pels llogaters i 7 estaven cedits a títol gratuït; 2 tenien una cambra, 3 en tenien dues, 11 en tenien tres, 28 en tenien quatre i 53 en tenien cinc o més. 10 habitatges disposaven pel capbaix d'una plaça de pàrquing. A 47 habitatges hi havia un automòbil i a 43 n'hi havia dos o més.

### Piràmide de població
La piràmide de població per edats i sexe el 2009 era:
| Homes | Edats   | Dones |
| ----- | ------- | ----- |
| 0     | 95 o +  | 0     |
| 0     | 90 a 94 | 0     |
| 0     | 85 a 89 | 0     |
| 4     | 80 a 84 | 0     |
| 0     | 75 a 79 | 8     |
| 4     | 70 a 74 | 20    |
| 8     | 65 a 69 | 4     |
| 0     | 60 a 64 | 4     |
| 0     | 55 a 59 | 4     |
| 20    | 50 a 54 | 8     |
| 8     | 45 a 49 | 4     |
| 16    | 40 a 44 | 12    |
| 12    | 35 a 39 | 8     |
| 0     | 30 a 34 | 8     |
| 4     | 25 a 29 | 4     |
| 8     | 20 a 24 | 4     |
| 8     | 15 a 19 | 4     |
| 16    | 10 a 14 | 4     |
| 4     | 5 a 9   | 8     |
| 4     | 0 a 4   | 0     |

## Economia
El 2007 la població en edat de treballar era de 155 persones, 110 eren actives i 45 eren inactives. De les 110 persones actives 102 estaven ocupades (56 homes i 46 dones) i 8 estaven aturades (6 homes i 2 dones). De les 45 persones inactives 17 estaven jubilades, 16 estaven estudiant i 12 estaven classificades com a «altres inactius».

### Ingressos
El 2009 a Saint-Hilaire-en-Morvan hi havia 96 unitats fiscals que integraven 229 persones, la mediana anual d'ingressos fiscals per persona era de 16.308 €.

### Activitats econòmiques
Dels 8 establiments que hi havia el 2007, 1 era d'una empresa alimentària, 2 d'empreses de fabricació d'altres productes industrials, 1 d'una empresa de construcció, 1 d'una empresa de transport, 2 d'empreses d'hostatgeria i restauració i 1 d'una empresa de serveis.
Dels 2 establiments de servei als particulars que hi havia el 2009, 1 era un taller de reparació d'automòbils i de material agrícola i 1 paleta.
L'any 2000 a Saint-Hilaire-en-Morvan hi havia 17 explotacions agrícoles.

## Poblacions més properes
El següent diagrama mostra les poblacions més properes.